# Larrara
Larrara es un despoblado que actualmente forma parte del concejo de Alegría de Álava, que está situado en el municipio de Alegría de Álava, en la provincia de Álava, País Vasco (España).

## Toponimia
A lo largo de los siglos también ha sido conocido con los nombres de Laraharia y Larrahara.

## Historia
Documentado desde 1025 (Reja de San Millán), se despobló el 20 de octubre de 1337 al pasar su población a la villa de Alegría.
Actualmente sus tierras son conocidas con el topónimo de Larrara.